# Lagochilus (slak)
Lagochilus is een geslacht van weekdieren uit de klasse van de Gastropoda (slakken).